# Acide désoxyribonucléique recombinant
L'acide désoxyribonucléique recombinant (ADN recombinant ou ADN recombiné) est une molécule d'acide désoxyribonucléique créée en laboratoire composée de séquences nucléotidiques provenant de plusieurs sources créant ainsi des séquences qui n'existent pas dans les organismes vivants.

## Contributeurs à la technique de l'ADN recombinant
- Paul Berg
- César Milstein
- Werner Arber

## Utilisation
La technologie recombinante est maintenant largement utilisée dans des projets de recherches ou de développement. On l'utilise principalement pour la production de protéines thérapeutiques (tels que l'EPO ou l'insuline), ou à des fins de recherche pour ajouter une étiquette à une protéine d'intérêt. Ces étiquettes qui sont liées à la protéine vont pouvoir faciliter sa purification (tels que l'étiquette poly-histidine ou l'étiquette FLAG) ou sa solubilisation (comme la thiorédoxine). D'autres sortes d'étiquettes peuvent aussi être utilisés à des fins de détection (étiquettes fluorescentes, telles que FLAsH ou REAsH).

## Produits obtenus par les techniques de l'ADN recombinant
L'érythropoïétine (EPO) est produite maintenant par la technologie de l'ADN recombinant.
Le facteur VIII anti-hémophilique et certains vaccins le sont également (vaccins contre l'hydatidose par exemple).
De nombreuses autres protéines recombinantes telles que l'insuline, l'antithrombine III sont obtenues à l'aide de ce type d'ADN